# Yves Klein
Yves Klein (Nice, 28 april 1928 – Parijs, 6 juni 1962) was een Frans kunstschilder. Hij werd bekend als de Franse monochromist.

## Biografie

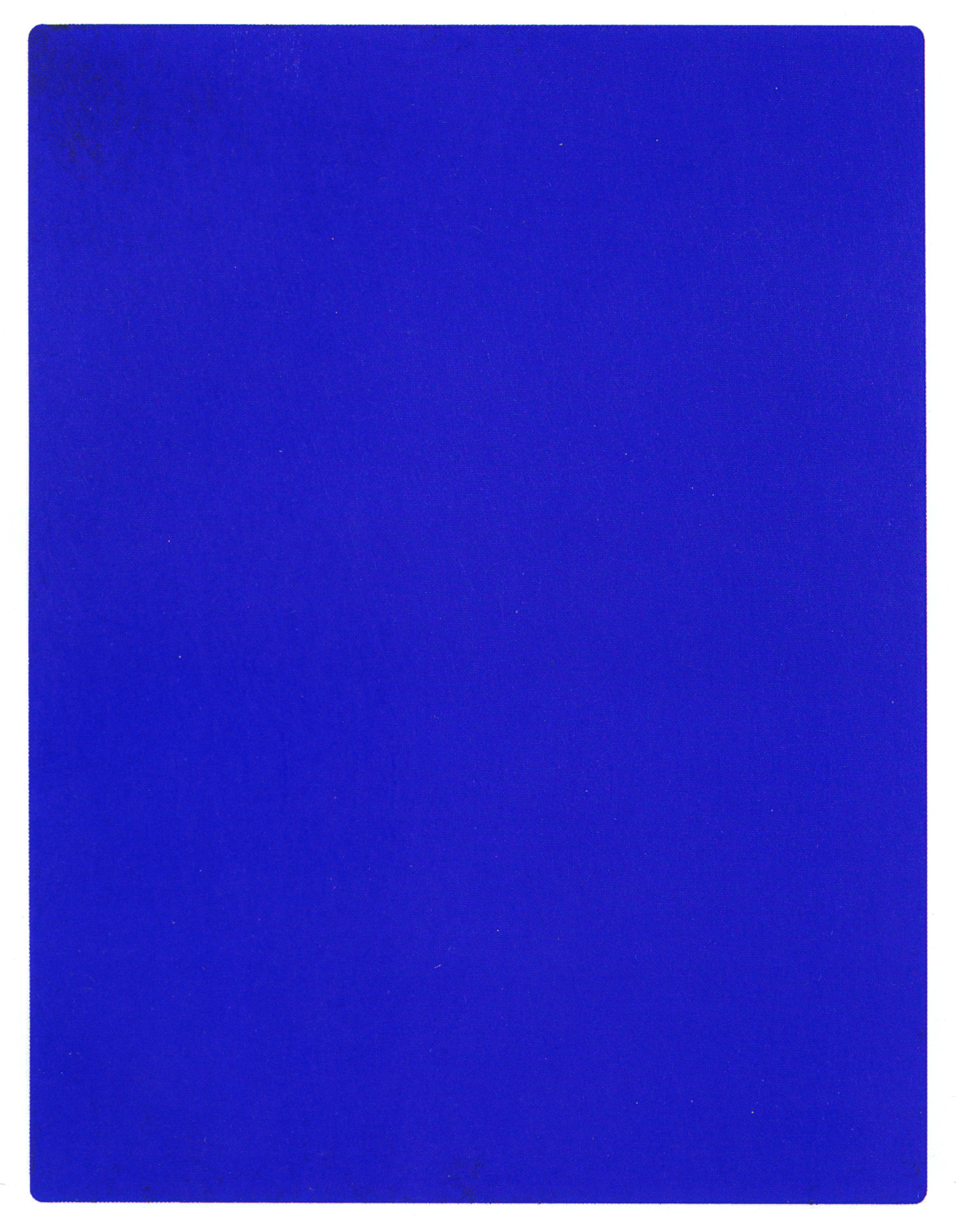
Yves Klein, IKB 191, 1962

### Jeugd (1928-1946)
Klein werd geboren in een schildersfamilie, als een zoon van Frits Klein en Marie Raymond. Hij ging in zijn geboortestad naar de Nationale Koopvaardijschool en studeerde daarna aan de School voor Oosterse Talen, waarna hij in de boekhandel terechtkwam en zelfs een baan als paardendresseur had. Klein zag zijn leven en bestaan als kunstenaar als een geheel. Hij beschouwde dan ook de sport judo, die hij intensief beoefende (zwarte band), als een deel van zijn artistieke pad.

### Tentoonstellingen (1946-1956)
Vanaf 1946 realiseerde hij zijn eerste Monochromes, panelen in een uniforme zuivere kleur en werkte hij samen met Arman. Tussen 1948 en 1953 doorkruiste hij Europa, Oost-Azië en Japan en presenteerde hij zijn eenkleurige schilderijen, getekend "Yves". Hij exposeerde zijn Monochromes voor het eerst in Parijs in de Galerie des Solitaires in 1955. In 1956 stelde hij zijn Propositions monochromes voor in de Galerie Colette Allendy. De invloedrijke kunstcriticus Pierre Restany schreef het voorwoord van de catalogus. Te Marseille nam Klein deel aan het eerste Festival d'Art avant-garde, georganiseerd door Michel Ragon en Jacques Polieri.

### Blauw (1957-1959)
In 1957 exposeerde Klein te Milaan in de Galerie Apollinaire en te Parijs in de Galerie Iris Clert en weer bij Colette Allendy, ditmaal zijn doeken en sculpturen in diep ultramarijn blauw, dat hij I.K.B. (International Klein Blue) noemde. Van 1957 tot 1959 decoreerde hij de nieuwe opera van Gelsenkirchen in monochrome blauwen, terwijl de muren bewerkt werden in polyester Relief éponge rouge. Aan de Parijse Sorbonne gaf hij een paar lezingen over l'Evolution de l'art et de l'architecture vers l'immatériel. Hij vond de kleur (of verf) uit toen hij experimenteerde met ultramarijnblauw pigment en een speciaal fixatief, polyvinylacetaat, destijds bekend als Rhodopas. Deze brak, in tegenstelling tot de gewone fixatieven, de glans (diepte) van de kleur niet af. Voor Klein zelf was de beeldende gevoeligheid van het blauw zo intens dat hij het over de wereld wilde verspreiden. Vanaf dat moment spreken we van de blauwe revolutie. Hij ondernam tal van projecten in publieke ruimtes. Zo liet hij in 1957 op de opening van een tentoonstelling 1001 blauwe ballonnen de lucht ingaan.
Yves Klein patenteerde zijn ultramarijnpigment internationaal als International Klein Blue ofwel IKB.

### Laatste jaren (1959-1961)
Vanaf 1958 realiseerde hij zijn eerste experimenten pinceau vivant (met levend penseel) als Antropométries en Suaires, waarbij hij, zowel op doek als op papier, in blauwe verf gedompelde naakte modellen afdrukte.
In diezelfde periode raakte hij ervan overtuigd dat hij kosmische gevoeligheid niet enkel via gekleurde materie kon vastleggen, maar ook in primaire vorm, los van alle materie. Klein sprak van een atmosfeer, aura, uitstraling. Hij vulde ruimte met immateriële ‘beeldende gevoeligheid’ of creëerde er zones van. Het publiek noemde dat 'lege ruimten', een uitdrukking die Klein later zelf overnam. Al bleef hij benadrukken dat de ruimtes niet leeg waren, maar gevuld met die beeldende gevoeligheid.
Kleins bekendste tentoonstelling, Le Vide, werd in 1958 gehouden in Iris Clerts galerie te Parijs. Het was een uitgewerkte mise-en-scène: de ruiten van de galerij waren blauw geschilderd en een gewelf van blauw weefsel was geïnstalleerd voor de ingang. De galerie zelf was helemaal leeg, terwijl de muren door Klein zelf waren witgeschilderd. Daarvoor sloot hij zich 48 uur op in de galerie, alleen. Volgens Klein zelf versterkte zijn actieve aanwezigheid de artistieke atmosfeer. Op de opening kregen de gasten een blauw drankje, waardoor hun urine blauw kleurde. Hun lichaam werd als het ware helemaal bevrucht, verzadigd met blauw. Kleins bedoeling was de gevoeligheid enerzijds buiten weer te geven in aanraakbare zichtbare materie en anderzijds binnen de immaterialisatie van blauw. De kleur was niet in de ruimte, ze is de ruimte binnengedrongen, die ermee overladen is.
In 1960 presenteerde hij in het Musée des Arts décoratifs van Parijs voor het eerst zijn Monogold (fijn goud op doek) en zijn project Architecture de l'air met zijn Cosmogonies, waarbij hij de natuurlijke elementen regen, wind en bliksem gebruikte in een performance-stijl. Dat jaar nam hij deel aan de stichting van het nouveau réalisme. Te Milaan exposeerde hij met die groep. In diezelfde periode werd hij lid van de stichting Nouveaux Réalistes en exposeert met hen, eveneens in Milaan. Het nouveau réalisme was een reactie op de abstract-expressionistische stromingen. Er werd gebruikgemaakt van alledaagse voorwerpen en gebeurtenissen die een speciale bewerking ondergingen, bijvoorbeeld door ze verpakken, assembleren of in beweging te brengen. De dagelijkse realiteit werd verheven tot kunst. Daarmee heeft de stroming ook veel gemeenschappelijk met popart. Een spilfiguur was kunstcriticus Pierre Restany, maar de kunstenaars Yves Klein, Arman, Martial Raysse, Jean Tinguely en Daniel Spoerri gaven de toon aan.
In 1961 maakte hij met een witgloeiende gasstraal zijn Peintures de Feu. In zijn laatste levensjaar creëerde hij nog een bronzen reliëfportret van Arman, dat hij in de blauwe verf stak op een gouden paneel.
Klein was net 34 jaar toen hij op 11 mei 1962 op het filmfestival van Cannes een hartaanval kreeg tijdens het zien van de film Mondo Cane (waarin hij voorkomt). Hij overleed nog geen maand later te Parijs aan de gevolgen van twee nieuwe hartaanvallen. Enkele maanden later werd zijn zoon geboren.

### Invloed
Yves Klein loste de crisis van de abstractie aan het eind van de jaren vijftig op en bracht een nieuwe kunststroming op gang, een nieuwe synthese van het toenmalig reële. Klein heeft veel inspiratie gegeven aan kunstenaars uit de Nederlandse Nul-beweging, zoals Jan Schoonhoven en Henk Peeters, welke laatste intensief contact met hem had.

## Musea
De werken van Yves Klein zijn in diverse musea te zien, onder andere in:
- Centre Pompidou in Parijs
- Musée d'Art Moderne et d'Art Contemporain (MAMAC) in Nice
- Guggenheim Museum en het Museum of Modern Art in New York
- San Francisco Museum of Modern Art
- Städel Museum in Frankfurt
- Art Gallery of New South Wales in Sydney
- Calderara Foundation Collection in Milaan
- Museo di Arte Moderna e Contemporanea in Trente
- Palazzo Forti in Verona
- Stedelijk Museum Amsterdam in Amsterdam
- Van Abbemuseum in Eindhoven
- Reina Sofia Museum in Madrid
- Museum Ludwig in Keulen
- Museum Voorlinden in Wassenaar
- S.M.A.K. in Gent

## Werken
Yves Klein staat bekend om zijn grote monochroom blauwe werken, waarvoor hij een ultramarijn blauwe kleurstof gebruikte. Hij mengde dit met het fixatief Rhodopas om het blauw zijn glans niet te laten verliezen. De kleur blauw die hij gebruikte, heet ‘International Klein Blue’ (IKB) en is volgens Klein het meest ultieme blauw. Hij zocht jaren naar dit perfecte pigment.

### Voorbeelden
- Portrait relief PR3 (portrait of Claude Pascal), 1962
- Blue Venus, 1962
- Blue Sponge Relief
- Victoire de Samothrace, 1962

- Biblioteca Nacional de España: XX1247480
- Bibliothèque nationale de France: cb120471634 (data)
- Catàleg d'autoritats de noms i títols de Catalunya: 981058511848106706
- CiNii: DA06455251
- Gemeinsame Normdatei: 118562967
- International Standard Name Identifier: 0000 0001 2102 1810
- Library of Congress Control Number: n50044185
- Nationale Bibliotheek van Letland: 000109525
- MusicBrainz: dbfad75f-e3a8-4cee-8e87-735609893960
- Bibliotheek van het Japanse parlement: 00445865
- Nationale Bibliotheek van Tsjechië: jn20030210009
- Nationale Bibliotheek van Israël: 987007263878305171
- Nationale Bibliotheek van Polen: a0000001083864
- Nederlandse Thesaurus van Auteursnamen: 068279469
- PIC: 68477
- RKD-Nederlands Instituut voor Kunstgeschiedenis: 44708
- Istituto Centrale per il Catalogo Unico: RAVV016359
- SNAC: w63x9frq
- Système universitaire de documentation: 028686918
- Trove: 893021
- Union List of Artist Names: 500005222
- Virtual International Authority File: 70174713
- WorldCat: E39PBJxcYxkp3WQgqbP6hkVgrq